# Добровце
Добровце (словен. Dobrovce) је насељено место у општини Миклавж на Дравскем Пољу, Подравска регија, Словенија.

## Историја
До територијалне реорганизације у Словенији било је у саставу старе општине Марибор.

## Становништво
У попису становништва из 2011. године, Добровце је имало 799 становника.
| Број становника према пописима | Број становника према пописима | Број становника према пописима |
| ------------------------------ | ------------------------------ | ------------------------------ |
| 1991                           | 2002                           | 2011                           |
| 686                            | 722                            | 799                            |